# 荻野可鈴
荻野 可鈴（おぎの かりん、1995年10月12日 - ）は、日本のファッションモデル、アイドル、女優、声優、タレント。女性アイドルグループ「夢みるアドレセンス」の元リーダー。
山梨県甲斐市出身。タンバリンアーティスツに所属していた。既婚。

## 略歴
2008年、ローティーン向けファッション雑誌『ピチレモン』（学習研究社）の第16回ピチモオーディション（応募総数約5800人）でグランプリ・プリウリ賞を受賞し、同年5月（6月号）より専属モデル（ピチモ）として活動を開始した。
2010年8月、グラビアJAPAN最終選考16人のうち1人に選ばれる。同年10月 - 11月、バレーボール女子世界選手権の「世バレ応援FASHION部」部員となる。同年11月、ミス週刊ヤングジャンプを受賞した。
2012年3月、『ピチレモン』の専属モデルを卒業した。同年6月、タンバリンアーティスツに所属する女性タレントからなるアイドル音楽劇グループ「夢みるアドレセンス」（夢アド）のメンバーとなる。
2013年9月、雑誌『CHOKi CHOKi GiRLS』の専属モデルに選ばれる。
2019年末、夢アドから独立した。
2021年3月31日、タンバリンアーティスツとの専属契約を終了した。
2021年5月31日、幼馴染とともにYouTubeチャンネルを開設した。
2024年4月1日、結婚と第1子妊娠を発表した。同年7月16日、出産を報告した。

## 人物
- 自分の性格については「いつもテンションが人一倍高い」としている[13]。また、動物に例えるなら犬だとも語っている[14]。
- 特技はおじさんと仲良くなること。
- 趣味は音楽鑑賞。
- 好きな食べ物はイチゴ、嫌いな食べ物はきのこ、バナナなど。
- 彼女は漫画 あさりちゃん を読むのが好きで、幼稚園の頃に全巻集めました。
- 大のディズニーファンとしても知られる[15][5]。
- 好きなタレントは石原さとみ、小松未可子。
- ｢旅行に持っていくとしたら何を持っていきますか｣の回答に｢夜眠れないのでふわふわクマちゃんを持っていきまーす｣と答えるアイドルが苦手。ゾワゾワするアイドルとのことで造語｢ゾワドル｣を作った。
- 『非公認戦隊アキバレンジャー』の監督を務めた田﨑竜太は、荻野本人はオタク知識がないにもかかわらず役ではリアルに演じられる演技力を評価している[16]。荻野本人は、衣裳や雰囲気に影響されやすく、着るとスイッチが切り替わると述べている[4]。
- 東映作品ではウィッグを被る役が多い[5]。『アキバレンジャー』の脚本を担当した荒川稔久は、どんな格好をさせても似合うところがプラスであったと評価している[17]。

## 出演
※太字はメインキャラクター。

### テレビ番組
- タンバリンマニアTV（2009年5月16日 - 、エンタ!371）
- すイエんサー（2010年3月30日 - 2016年度、NHK教育）
- ピンクス 〜PINK!SS〜!（2013年3月 - 2014年6月、静岡朝日テレビ） - 番組ナビゲーター。3月23日放送回はゲスト出演。
- NEO決戦バラエティ キングちゃん（2016年7月19日 - 8月9日、テレビ東京） - アシスタント[18]
- 〜夢アド可鈴の深掘り情報番組!?〜 YUMEステーション（2016年9月7日 - 、Kawaiian TV）[19][20]
- 音流〜ONRYU〜（2017年10月6日 - 2022年4月23日、テレビ東京） - 店員（アシスタントMC）[21]

### テレビドラマ
- 夢の見つけ方教えたる!2（2010年、フジテレビ） - 青山久美子 役
- もっとあなたの知らない世界 〜黒猫の呪い〜（2011年8月、BS日テレ） - 内山エリカ 役
- 非公認戦隊アキバレンジャー（2012年4月 - 6月、BS朝日・TOKYO MX） - 萌黄ゆめりあ(CN) / アキバイエロー 役[注釈 1]
  - 非公認戦隊アキバレンジャー シーズン痛（2013年4月 - 6月、BS朝日・TOKYO MX） - 横山優子 / アキバイエロー 役[22]

- リケ恋～理系が恋に落ちたので証明してみた。～（2018年9月、BS11ほか） - 棘田恵那 役

### 映画
- 劇場版 仮面ライダーオーズ WONDERFUL 将軍と21のコアメダル（2011年8月） - ベル 役
- 携帯彼女+（オリジナルビデオ、2012年） - アカネ 役
- ボクが修学旅行に行けなかった理由（2013年7月）
- 思春期ごっこ（2014年8月） - 菅井あゆみ 役
- 「超」怖い話 第2話「教育実習」（2016年8月） - 主演・美沙 役
  - 「超」怖い話2 最醜話「殲滅」（2017年8月） - 主演・美和 役
- 劇場版 リケ恋 理系が恋に落ちたので証明してみた。（2019年2月） - 棘田恵那 役

### 舞台
- オレは本能寺にアリ?!（2010年3月10日 - 14日、シアターブラッツ） - 柴崎真央 役 ※清野菜名とのダブルキャスト。
- TIGER & BUNNY THE LIVE（2012年8月24日 - 9月1日、Zepp Diver City(TOKYO)） - 鏑木楓 役
- 逆転裁判 〜逆転のスポットライト〜（2013年7月31日 - 8月4日、六行会ホール） - 綾里真宵 役
  - 逆転裁判 〜逆転のスポットライト〜（2014年4月9日 - 13日、草月ホール） - 綾里真宵 役
  - 逆転裁判2 〜さらば、逆転〜（2015年4月29日 - 5月10日・11月3日 - 5日・8日、俳優座劇場 / 11月21日 - 23日、ABCホール） - 綾里真宵 役
- 舞台『K』（2014年8月6日 - 10日、六本木ブルーシアター） - 櫛名アンナ 役
- ヴァンパイア騎士（2015年1月21日 - 25日、博品館劇場） - 紅まり亜 役
  - ヴァンパイア騎士 -Revive-（2015年7月1日 - 7月5日、あうるすぽっと） - 紅まり亜 役
- 乱歩奇譚 Game of Laplace ～パノラマ島の怪人～（2018年、シアターサンモール） - トキコ役

### テレビアニメ
- しまじろうヘソカ（2010年10月11日 - 2012年3月26日、テレビ東京系列） - 「おしえて!3しまい」 三女サヤ 役
- 一期一会〜キミノコトバ〜（2010年10月24日 - 2011年1月30日、キッズステーション） - のん 役
- beポンキッキーズ『ロンゴマックス』（2012年10月15日 - 、BSフジ） - エミ 役
- てさぐれ!部活もの（2013年10月 - 12月、日本テレビ） - 高橋葵 役[23]
  - てさぐれ!部活もの あんこーる（2014年1月 - 3月、日本テレビ） - 高橋葵 役[23]
  - てさぐれ!部活もの すぴんおふ プルプルんシャルムと遊ぼう（2015年4月 - 6月、日本テレビ） - 高橋葵 役[24]
- コピンクス！ストーリーズ （2013年11月23日、静岡朝日テレビ） - クインセ 役
- ひもてはうす（2018年10月 - 12月、BS11ほか） - にゃりん 役[25]

### ゲーム・アプリ
- 「実在少女」（2011年3月 - 、iPhoneアプリ、ボトルキューブ）
- ミラクルガールズフェスティバル（2015年12月17日、セガゲームス） - 高橋葵 役[26]
- てさぐれ！ゲームもの（2017年10月、メディア・ビジョン） - 高橋葵 役

### ラジオ
- てさぐれ!ラジオもの（2013年10月5日 - 2014年3月29日、日テレオンデマンド・ニコニコ動画）[27]
  - てさぐれ!ラジオもの すぴんおふ（2015年4月4日 - 6月27日、日テレオンデマンド・ニコニコ動画）[27]
- わたおぎ!〜「ニッポン放送の皆さん、私が荻野可鈴です。」（2015年12月14日・2016年1月12日・2月23日・12月3日[28]、ニッポン放送・SHOWROOM・LINE LIVE）
- ミュ〜コミ+プラス（2016年12月7日 - 、ニッポン放送） - 2016年12月度水曜マンスリーアシスタント[29]
- ＃とらメロ 荻野可鈴のお金が全て?（2017年1月24日 - 、ラジオNIKKEI第1）
- IPA未踏 presents 夢みるインテリジェンスラボ！（2017年2月17日、ラジオNIKKEI第2）[30]
- 荻野可鈴の新番組だってよ（仮）（2021年5月4日、ラジオNIKKEI第1）

### WEB配信
- ビジュアルヤングジャンプ（VYJ）（2010年9月 - 、集英社）
- ネット版 仮面ライダーオーズ ALL STARS 21の主役とコアメダル（2011年7月16日 - 8月12日、東映特撮BB） - ベル（劇場版） 役

### WEB番組
- 荻野可鈴 プレミアム放送（2014年 - 、AmebaStudio）
- てさぐれ！部活もの 続編大発表SP（2014年12月13日、ニコニコ生放送）
  - 実写版『てさぐれ！旅もの』発売記念ニコ生！冒頭10分無料で見せちゃうSP（2015年12月11日、ニコニコ生放送）
- アイドルNEWYEARサミット2016 裏実況（2016年1月1日、SHOWROOM）
- 【西明日香 荻野可鈴】チャンネル開設記念特番（2016年5月17日、ニコニコ生放送）
- あすかりんのこぜにかせぎ（2016年6月14日 - 2017年3月21日、ニコニコ生放送）
- あすかりんのこぜにかせぎS（2017年4月25日 - 、ニコニコ生放送）
- 夢アド荻野可鈴の可鈴なるマネジメント会議（2017年7月21日 - 10月28日、FRESH LIVE）
- 夢みるアドレセンス公式チャンネル（2017年9月28日 - 12月28日、FRESH LIVE）

### CM
- ニンテンドーDSソフト「牧場物語 ようこそ!風のバザールへ」（2008年、マーベラスエンターテイメント）
- アクアビーズファイン（2009年、エポック社）
- nunotech『想いつながる、nunotech』 - YouTube（2013年、地域コミュニティブランド、桐生布テク協会）

### イベント
- タンバリンマニア03（2008年9月27日、秋葉原GOODMAN）
  - タンバリンマニア・sizeS（2009年3月15日、秋葉原GOODMAN）
  - タンバリンサマーフェス2009（2009年8月21日第1部14:00〜 第2部19:00〜、北沢タウンホール）
  - タンバリンマニア06 バレンタインは渋谷でねっ。（2010年2月14日、渋谷JPOP-CAFE）
  - タンバリンマニア007 〜麻布十番より愛をこめて〜（2010年6月20日、アトリエフォンテーヌ）
  - タンバリンマニア08 下北沢で見てね、聴いてね、歌ってね!（2010年9月5日、下北沢ReG）
  - タンバリンマニア009 あとは勇気だけだ!（2010年11月28日昼の部黒い幽霊編第1部13:00〜 夜の部天使編17:00〜、中目黒キンケロ・シアター）
- 秋は文化祭 TM05 〜今年のテーマは「夏の忘れ物」〜（2009年11月3日、アイピット目白）
- TOKYO IDOL FESTIVAL 2010 @Shinagawa（2010年8月8日）
- 「丸の内キッズフェスタ2010」「赤坂ビッグバン〜夏サカス2010〜」（2010年8月19日、東京国際フォーラム・赤坂サカス）
- 荻野可鈴のおしゃべりはいすくーる♪[注釈 2]（2013年9月 - 2014年6月、新宿レッドノーズ、秋葉原moe farre etc）
- アイドルの耳はロバの耳（2014年1月27日、よしもと幕張イオンモール劇場）
- ピンクス＆コピンクス！トークライブ2014〜私のリバースデー〜（2014年3月13日、AKIBAカルチャーズ劇場）
- てさぐれ！催しもの（2014年4月20日、ヒューリックホール）
  - てさぐれ！催しもの あんこーる（2014年9月7日、渋谷公会堂）
- アニトーク！秋まつりスペシャル！！おなかいっぱいトーク＆ライブ！（2014年11月22日、品川インターシティホール）
- シブヤGirls郵便局（2014年12月27日、渋谷PARCOPART① 公園通り広場・スペイン坂広場）
- てさプル！超会議もの（2015年4月27日、幕張メッセ）
- Animelo Summer Live2015 -THE GATE-（2015年8月30日、さいたまスーパーアリーナ） - てさプルん♪[注釈 3]のメンバーとして出演。
- あおい＆陽菜と行く 第3回てさプルん♪ピクニック（2015年11月14日、よみうりランド 日テレらんらんホール）
- てさプル！催しもの（2016年2月21日、パシフィコ横浜国立大ホール）
- 「てさぐれ！部活もの」5周年ファンイベント（2018年11月3日、千葉県文化会館）

### 自身がモデルになった作品
- うちらのオーディション物語（2012年1月20日、学研）

## 作品

### 音楽CD
- てさぐれ!部活もの関連楽曲集 てさぐれ!歌もの
  - 「Stand Up!!!!」「12ヶ月」鈴木結愛（西明日香）、佐藤陽菜（明坂聡美）、高橋葵（荻野可鈴）、田中心春（大橋彩香） - てさぐれ!部活もの主題歌
  - 「Call Me "Lazy"」 高橋葵（荻野可鈴）
- てさぐれ!部活もの あんこーる関連楽曲集 てさぐれ!歌もの あんこーる
  - 「ちゃんとStand Up!!!!」「てさぐり部部歌」鈴木結愛（西明日香）、佐藤陽菜（明坂聡美）、高橋葵（荻野可鈴）、田中心春（大橋彩香）
  - 「それぞれの12ヶ月」鈴木結愛（西明日香）、佐藤陽菜（明坂聡美）、高橋葵（荻野可鈴）、田中心春（大橋彩香）、園田萌舞子（上田麗奈）
- てさプル！ 歌もの
  - 「キラキラBaby×Baby」 高橋葵（荻野可鈴）、宇佐美陽菜（小松未可子）
  - 「てさぐりミュージカル」 鈴木結愛（西明日香）、佐藤陽菜（明坂聡美）、高橋葵（荻野可鈴）、田中心春（大橋彩香）、園田萌舞子（上田麗奈）

### DVD

#### イメージDVD
- オギカリのと・な・り （2011年8月27日、リバプール）
- 好きなんだもん 〜ワケありの旅〜 （2011年11月25日、リバプール）
- 青春 Another Edition （2014年06月27日、ワニブックス）

#### バラエティ
- てさぐれ!部活もの 番外編「てさぐれ!旅もの」 （2016年2月17日、バップ）
- てさぐれ!部活もの 番外編「てさぐれ!旅もの」その2 （2016年10月5日、バップ）
- あすかりんのこぜにかせぎ （2016年9月14日、バップ）
- あすかりんのこぜにかせぎリサイタル〜2016年秋だよちゃりんちゃりん〜 （2016年12月14日、バップ）
- あすかりんのこぜにかせぎVol.2 （2016年11月16日、バップ）
- あすかりんのこぜにかせぎVol.3 （2017年1月18日、バップ）
- あすかりんのこぜにかせぎVol.4 （2017年5月24日、バップ）
- てさぐれ!部活もの 番外編「てさぐれ!旅もの」その3 （2018年3月21日、バップ）
- 荻野可鈴DVD #Photogenic StoryS（2019年2月28日、学研）
- てさぐれ!部活もの 番外編「てさぐれ!旅もの」その4 （2020年2月19日、バップ）

#### その他
- 怨霊映像・特別篇 怪奇女子会 戦慄!ナデシコの恐怖（2011年12月2日、マジカル）

## 書籍

### 写真集
- 青春〜第二章〜（2014年2月27日、ワニブックス、撮影：栗山秀作）ISBN 978-4847046254

### 雑誌
主なものを挙げる。
- ピチレモン（2008年5月 - 2012年3月、学習研究社）専属モデル（5代目Priuriモデル）
- pure2 ピュアピュア vol.49（2008年7月7日、辰巳出版）ISBN 978-4777805495
- CM NOW136号（2008年12月、玄光社）
- pure2 ピュアピュア Vol.51（2009年11月7日、辰巳出版）ISBN 978-4777806003
- 週刊プレイボーイ No.38 No.46 （2010年9月 - 、集英社）
- 週刊ヤングジャンプ No.41（2010年9月 - 、集英社）
- CHOKi CHOKi GiRLS（2013年9月 - 2015年12月、内外出版社）専属モデル